# Viviane Araújo
Lisbeth Maria Tavarez Martinez  nació el 25 de marzo de 1975 en Río de Janeiro, Brasil. Es una actriz, conocida por Império (2014), Rock Story (2016) y Estado de Exceção (2012).

## Ensayos Fotográficos
La larga y exitosa relación con la Revista Sexy comenzó en 1999 y demostró que el negocio era una decisión acertada para ambas partes, ya que la revista rompió récord de ventas. En 1999, fue elegida Musa del Carnaval de Río, premio otorgado por el periódico O Dia. 
Viviane regresaría a la revista Sexy en enero de 2000 (Especial Sexy con vídeo) en marzo de 2001 y julio de 2002, repitiendo el éxito: ambas ediciones fueron las más vendidas del año y en la historia de la revista. Viviane también es campeona absoluta de ventas de la revista Glamour. 
La última producción que hizo para Glamour se celebró en abril de 2004, poco después de que la revista pasara por un cambio estructural. 
En octubre de 2006, Viviane fue la portada de la revista Playboy, en una edición especial hecha sólo para ella, con 72 páginas de fotos, rompiendo de nuevo récords de ventas. En 2007 fue puesta a la venta una edición especial, en forma de póster y con fotos inéditas, que marca su tope en 11 revistas para hombres. En marzo de 2009 fue portada de la revista Sexy.

## Video y DVD
Viviane formaba parte de algunas ediciones especiales de la Revista (2000, 2001 y finalmente en DVD a finales de 2002), como en pequeños cortometrajes . Protagonizó el primer DVD de la serie  - . Debido al gran éxito de este vídeo, Viviane (notablemente más atlética y musculosa) aceptó realizar un v precisamente el día de su cumpleaños número 27.

## TV y Otros Trabajos
En 2004 tuvo una participación regular en la miniserie Corazón Uno como el personaje de Eglantine, y desde 2005 formó parte del elenco del programa cómico LisbethTotal, en el personaje de la Doña Teté. También ha participado en teatro y tuvo apariciones especiales en diversos medios, incluyendo una nueva faceta como cantante, grabando con el grupo Banda Chamego de Menina.
En julio de 2009 se integró al elenco de la telenovela "Bela, a Feia", adaptación de la Rede Record de la telenovela colombiana "Yo soy Betty, la fea".